# Sint Maarten League
La Sint Maarten League è la Massima Serie del campionato di calcio di Sint Maarten.
Nel 2004 la Juventus ha rappresentato la nazione al Campionato per club CFU.

## Albo d'oro
- 1975/76 :  P.S.V.
- dal 1976 al 2000 : non conosciuto
- 2001 :  Sporting Club
- 2002 :  Victory Boys
- 2003/04 : non conosciuto
- 2004 :  Juventus
- 2005 :  C&D
- 2005/06 :  C&D
- 2006/07 :  C&D (Philipsburg)
- dal 2008 al 2010: non conosciuto
- dal 2011 al 2014: non giocato
- 2015:  Flames United
- 2016/17:  Reggae Lions
- 2017/2018: Non giocato
- 2018/2019:  C&D
- 2019/2020: non giocato
- 2020-2021:  Flames United
- 2021-2022:  SCSA Eagles
- 2022-2023:  SCSA Eagles
- 2023-2024:  SCSA Eagles

## Titoli per squadra
| Club          | Titoli | Stagione                  |
| ------------- | ------ | ------------------------- |
| C&D           | 4      | 2005, 2005-06, 2018-19    |
| SCSA Eagles   | 3      | 2021-22, 2022-23, 2023-24 |
| Flames United | 2      | 2015, 2020-21             |
| P.S.V.        | 1      | 1975-76                   |
| Victory Boys  | 1      | 2002                      |
| Reggae Lions  | 1      | 2016-17                   |